# William Ockham
William Ockham (také Occam, česky někdy Vilém Ockham, snad 1287 – 9. dubna 1347 Mnichov) byl anglický františkánský mnich a teolog, významný logik, nominalistický filosof a středověký politický myslitel. Zabýval se hlavně logikou, vztahem filosofie a teologie a konečně poměrem mezi císařskou a papežskou mocí. Kritizoval bohatství a moc církve a přiklonil se ke stanovisku císaře, že papež mu má být podřízen.
Trvalý význam mají jeho práce z logiky, i když princip úspornosti výkladu, tzv. Ockhamova břitva, se mu zřejmě připisuje neprávem. Ockhamův názor, že Boha lze poznat pouze z jeho Zjevení a nikoli rozumovými prostředky, připravil oddělení filosofie od teologie i názory pozdější reformace. Jeho stanovisko, aby se církev zbavila majetku a byla podřízena světské moci, přímo inspirovalo Johna Wycliffa a jeho prostřednictvím i české husitské hnutí.

## Život

Quaestiones in quattuor libros sententiarum

William se narodil ve vesnici Ockhamu v Surrey jihozápadně od Londýna a brzy vstoupil do františkánského řádu v Londýně. Po roce 1310 odešel studovat do Oxfordu, kde se stal bakalářem, ale pro spory s učiteli nedosáhl titulu magistra teologie. 1323 byl předvolán před řádový sněm v Bristolu a 1324 (snad na udání oxfordského kancléře) k papeži do Avignonu, kde několik let pracoval a snad i učil. Roku 1327 napsal velmi nepříznivý posudek na názory Mistra Eckharta, za své vlastní názory byl sice pokárán, ne však odsouzen.
Roku 1328 vypukl ostrý spor představeného františkánů Michala z Ceseny s papežem Janem XXII. o chudobě a majetku církve. Františkáni zastávali názor, že to, co k životu potřebují, jim nepatří. Své budovy, oblečení, potravu atd. pouze užívají, ale všechno patří vlastně papeži. S tím papež nesouhlasil a trval na tom, že co kdo trvale užívá a spotřebovává, to mu také patří. Cesena požádal Ockhama, aby se věci ujal, a ten došel k názoru, že papež se nejen mýlí, ale že je heretik, a není tedy ani platně papežem.
Papež je nato vyloučil z církve a v květnu 1328 Cesena s Ockhamem tajně odešli do Pisy k císaři Ludvíkovi Bavorskému, papežovu hlavnímu odpůrci (jeho syn Ludvík V. si vzal nerozvedenou Markétu Tyrolskou a tento „civilní sňatek“ Ockham obhajoval), a s ním o rok později do Mnichova. Zbytek života strávil Ockham v Německu a psal své církevně-politické texty. Zemřel 9. dubna 1347.

## Dílo
Ockhamovy teologické a filosofické dílo se obvykle dělí na dvě části:
1. Spisy z let 1317 – 1324 zahrnují komentáře k Aristotelovi, k Porfyriovi a rozsáhlé kompendium logiky Summa logicae (dokončena asi r. 1323), které systematickým způsobem shrnuje výsledky bádání na poli logiky ve 20. letech 14. stol. na oxfordské universitě a dnes je hodnoceno jako jeden z nejzajímavějších Ockhamových „akademických“ spisů.
2. Spisy politické z let 1334 – 1347, z velké části polemika proti papeži a světské moci církve. Nejrozsáhlejší z nich, Dialogus, psal v letech 1334 až 1346.

### Poznání
Jako všichni středověcí filosofové, také Ockham nepochybuje o možnosti pravdivého poznání, včetně smyslového. Poznání může být buď intuitivní, tj. takové, že jednoznačně určuje, zda věc je či není, anebo abstraktivní, z něhož taková jistota neplyne. Většina filosofů – od Parmenida až po Descarta a Leibnize – byla naopak přesvědčena, že jisté je jen poznání rozumové, kdežto smysly mohou klamat. O toto vysoké hodnocení jistoty smyslového poznání se opírá pozdější empirismus.

### Logika
V souladu se scholastickou tradicí cenil Ockham logiku velmi vysoko. V úvodu své Summy říká, že "logika je ze všech [svobodných] umění ten nejužitečnější nástroj, bez kterého žádná věda nemůže být dokonale poznána". Jeho logické dílo je důležitým milníkem v období tzv. moderní logiky (logica modernorum), proti starším logikům 13. stol. (např. Petr Španělský, Lambert z Auxerre či Vilém ze Sherwoodu) propracoval především problematiku mentálního jazyka a supozice.
Komentoval také 3 hlavní spisy tzv. staré logiky (logica vetus) – tj. Aristotelovy Kategorie a O vyjadřování a Porfyriův Úvod k Aristotelovým kategoriím. Ve spisku o předurčení také zkoumá logický statut nejistých výpovědí o budoucnosti. Jeho Summa je však dílo velmi originální. Má tři části: první pojednává o pojmech a významech, druhá o výrocích a třetí o argumentech, sylogismech, paradoxech a klamech.

## Ockhamův nominalismus

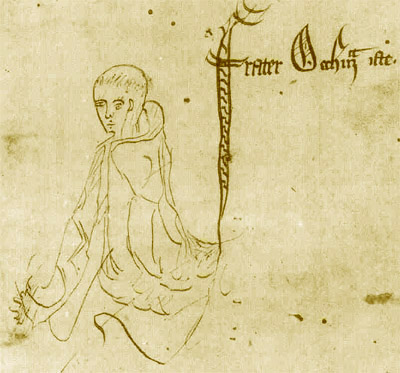
William Ockham, kresba z rukopisu jeho Logiky (1341). Latinský nápis: „To je bratr Occham.“

Ockham popírá skutečnost metafyzických univerzálií (tj. obecných pojmů), odmítá některé metafyzické kategorie a popírá skutečnost abstrakcí, zejména i všech číselných (kvantitativních) představ, uznává však obecné vlastnosti. Slavná zásada, „nerozmnožovat jsoucna víc než je nutné“, která se od 19. století nazývá „Ockhamovou břitvou“, se v jeho spisech nevyskytuje. Na druhé straně se v nějaké podobě nalezne i ve spisech jiných filosofů a Ockham by s ní nejspíše souhlasil. Jenže člověk nemůže vědět, co je „nutné“, a tak se Ockham spokojuje s tím, že se o existenci pojmů zdržuje úsudku, pokud pro ni nevidí jasný důvod.
Jediné absolutně nutné jsoucno je Bůh, všechno ostatní, lidé i příroda je veskrze nahodilé. Jsoucna je třeba uznat jen jsou-li 1) sama evidentní, 2) známe-li je ze (smyslové) zkušenosti, anebo 3) z autority Bible. Domnělé univerzálie jsou jen akty myšlení o mnoha (podobných) věcech najednou a jsou „univerzální“ jen v tom smyslu, že je lze vypovídat o různých věcech. Bez matematických, geometrických představ a kvantit se lze vždycky obejít, stačí uvažovat o substancích a kvalitách. Toto zrušení zvláštní kategorie matematických a geometrických představ paradoxně otevřelo cestu k aplikaci matematiky, pro starověk nepřípustné, protože by se byla pokládala za „přechod do jiného rodu“.

## Jednání a etika
Rozhodujícím etickým faktorem je pro Ockhama vůle, záměr či intence, kdežto vlastní („vnější“) skutek už žádnou mravní hodnotu nemá. Záměry jsou správné buď proto, že s morálkou souhlasí, anebo proto, že je Bůh přímo přikazuje. Morálně dobrý může být i pohan, ale mravní ctnost nestačí ke spáse. Ta vyžaduje Boží milost, zvláštní dar. Podle Sókrata a Aristotela člověk vždycky hledá dobro a pokud páchá zlo, je to z nevědomosti. Ockham se ale domníval, že člověk je sice zaměřen k dobrému, nicméně může chtít zlo jako takové, protože jen tak nese plnou odpovědnost za svá rozhodnutí.

## Politická filosofie
Ockham byl jeden z prvních myslitelů, který chtěl nejenom praktické oddělení církve od světské moci, ale zastával i její podřízení panovnické moci. I v tomto ohledu je tedy zřetelně předchůdcem reformace. Na začátku byl spor dvou křídel uvnitř františkánského řádu, která se shodovala v tom, že mnich nesmí mít žádný majetek; to, co užívá, patří řádu. Radikální křídlo („spirituálové“) však chtělo víc: ani řád nemá nic mít a budovy, oblečení nebo věci, které mu někdo „dal“ fakticky zůstávají jeho majetkem a řád je pouze užívá. Pokud mu je odkáže a zemře, připadají papeži, i když mniši je dále užívají. Ještě složitější je to pochopitelně s věcmi, které se užíváním spotřebují, jako potrava.
Papež Mikuláš III. souhlasil s tím, že Ježíš Kristus a jeho učedníci skutečně nic sami nevlastnili a všechno pouze užívali. Jenže římské právo trvalé oddělení vlastnictví od užívání odmítá a papež Jan XXII. se roku 1322 přiklonil k tomuto názoru, kdežto postoj Ockhamův a spirituálů, který prakticky odmítal vlastnictví vůbec, odsoudil. Tato diskuse měla trvalý vliv na vývoj evropského soukromého práva a v ní se teprve vyhranily pojmy jako „subjektivní právo“ nebo „oprávnění“.
V pozadí sporu byla ovšem také polemika s bohatstvím papežského dvora a Ockhamovo řešení bylo ještě radikálnější: církev nemá nic mít, má o všechno, co potřebuje, prosit, a být tudíž podřízena světské moci a závislá na ní. Toto obrácení poměru mezi papežem a císařem znamenalo úplnou revizi výsledků předchozího „boje o investituru“ a bylo i stanoviskem císaře Ludvíka IV. Bavorského, který papeži odmítal poslušnost a snažil se jej sesadit. Když byl naopak roku 1346 proti němu zvolen císařem Karel IV., který spor s papežem urovnal, schylovalo se k válce, jenže Ludvíka ranila na lovu mrtvice a 1347 zemřel.
Ockhamův spor, který se původně týkal řádové disciplíny, postupně pronikl do nejvyšší politiky, a i když jej Karel IV. na čas urovnal, vypukl znova a vyřešil se definitivně až v reformaci. Do této souvislosti vstoupilo i české husitské hnutí, což zčásti vysvětluje prudkou reakci papežské kurie na toto pokračování myšlenek Ockhamových a Wiklefových.